# ساسوویچی
ساسوویچی (به لاتین: Sasovići) یک منطقهٔ مسکونی در مونته‌نگرو است که در شهرداری هرتسگ نووی واقع شده‌است. ساسوویچی ۴۲۲ نفر جمعیت دارد.
| قومیت             | تعداد | درصد  |
| ----------------- | ----- | ----- |
| صرب‌ها             | ۲۲۹   | ۵۴٫۳٪ |
| مونته‌نگرویی‌ها     | ۱۳۰   | ۳۰٫۸٪ |
| سایر / اعلام نشده | ۶۳    | ۱۴٫۹٪ |
| مجموع             | ۴۲۲   | ۱۰۰٪  |